# 御霊神社 (奈良市)
御霊神社（ごりょうじんじゃ）は、奈良県奈良市薬師堂町にある神社。旧社格は村社。南都御霊神社・木比御霊とも呼ばれる。
延暦19年（800年）に桓武天皇の命令で創建された。元興寺五重塔跡の南西に鎮座し、井上皇后・他戸親王等八所大神を祀っている。西紀寺町の崇道天皇社とともに南都二大御霊社とされる。

## 歴史
新都である平安京で疫病が流行し、その原因は怨霊であるとした桓武天皇は、旧都である平城京の3つの入り口にそれぞれ、上つ道には早良親王を祀る崇道天皇社、下つ道には他戸親王を祀る他戸御霊社、そして中つ道には井上皇后を祀る当社・井上御霊社を造営することとした。
延暦19年（800年）に創建されたばかりの大和国宇智郡（現・五條市）霊安寺・御霊神社から井上皇后の御霊を勧請し当社を創建すると、御霊会を行っている。かつては元興寺南大門前にあり、その門前は井上町と呼ばれる。元興寺古図には南大門脇に神輿舎が描かれている。
治安2年（1022年）の吉備御霊祠奉加帳には、

延暦年中ニ井上内親王に皇后ノ位、他人王ニ皇太子ノ位ヲ追復シ、早良親王ニハ崇道天皇ト追称シ、州租税ヲ分テ元興寺ニ納メ、諸寺ニ送テ皇后井上内親王、皇太子他人王ノ霊ヲ弔ヒ給ヒシトカモ、世間ヲモ騒ナラス疫病モ未タ息サレハ、百姓等畏レ憂ヒテ毎年ニ国々処々ニ御霊会ヲ行フ、夏ハ崇直天皇ヲ祭リ、秋ハ井上内親王ヲ祭リ奉ル

と記されている。
宝徳3年（1451年）10月20日の土一揆による元興寺焼き討ちの火災のため当社も消失し、後に現在の地に遷宮された。以後は元興寺の鎮守社としての役割も強くなり、『大乗院寺社雑事記』では元興寺御霊社と記され、文明15年（1483年）9月13日の条には、『今日元興寺御霊祭也、頭人高畠郷ニ在之云々、此社ハ御霊八所之内、藤原之左上臣時平公云々』とみえる。祭神もこの頃には『南都名所集』にると吉備真備以下の八所御霊を祀ると記されている。『八重桜』にも元興寺鎮守として吉備大臣を祀ったとある。
明治時代になると村社に列せられ、更に神饌幣帛料供進社となっている。

## 祭祀

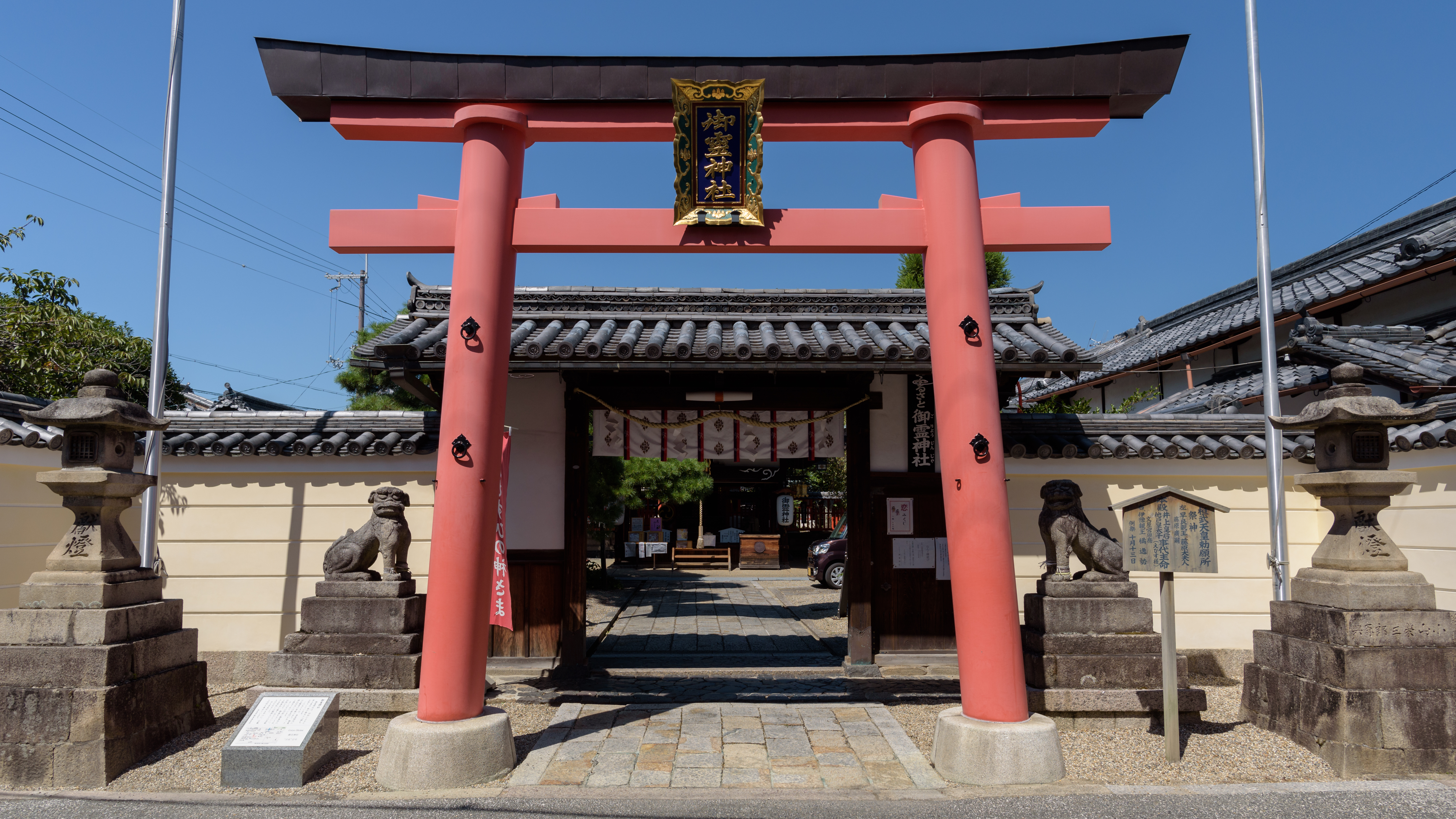
鳥居

疫病流行の際には、中街道に井上皇后、上街道に早良親王、下街道に他戸親王の神輿を据え、疫魔の侵入を防ぐという信仰があった。現在も70ヶ町5000余軒の広範な氏子層を持つ。健康長寿、家運繁盛、平和の神として広く信仰を集め、例祭では神輿が2年かけて70ヶ町全てを巡る行事が今にまで伝わる。
『奈良坊目拙解』によると、氏子圏は北は餅飯殿町の南の辻、南は京終村、東は鵲町・鶴福院町、西は大森村・杉ヶ町を限りとして64町に及び、例祭の神輿渡御の行列も華美であった。
古くは例祭は9月13日で、神主は興福寺の工匠座である寺座の大工が勤めた。

## 祭神

### 本殿

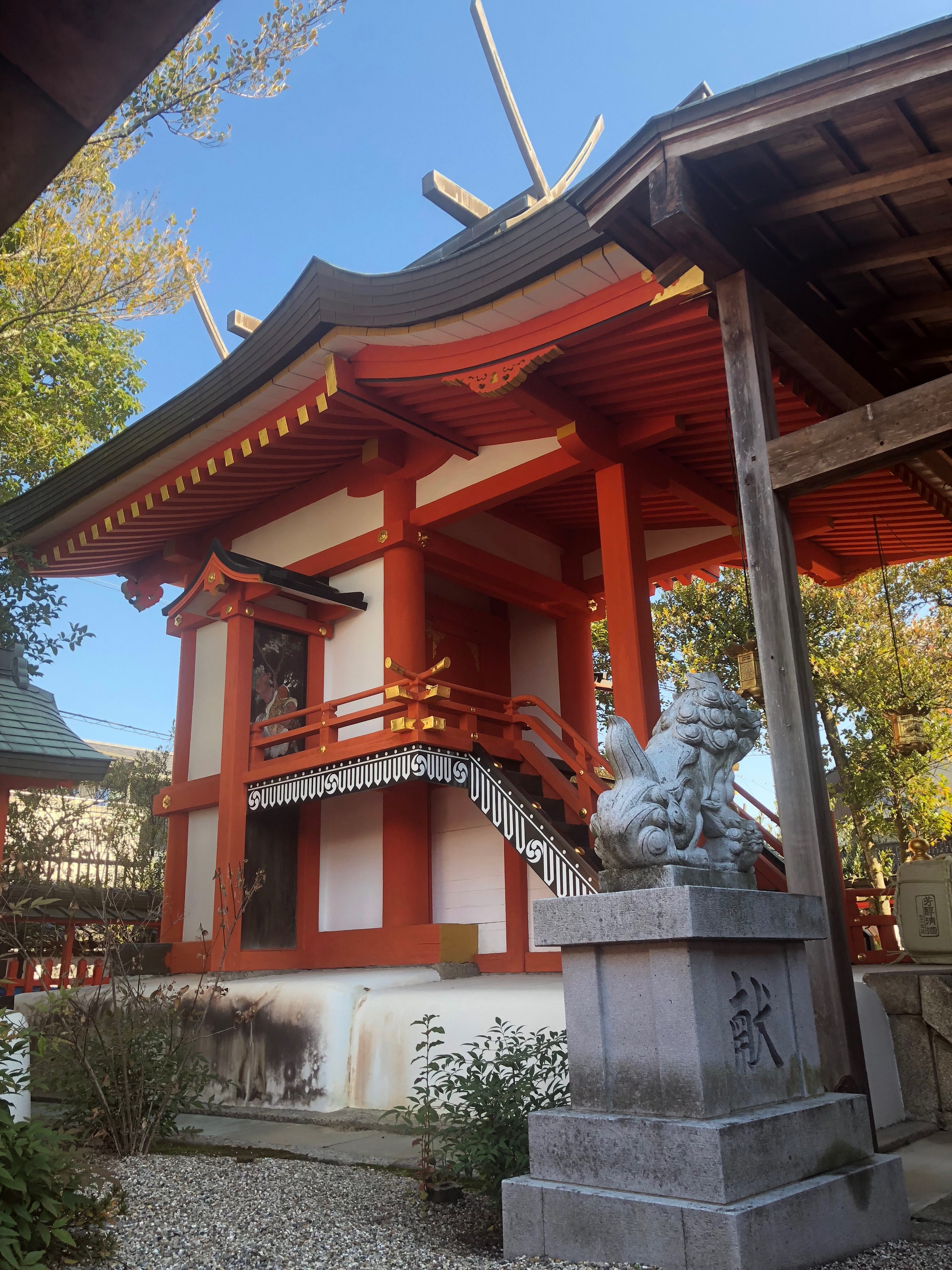
本殿

- 主祭神 - 井上皇后、他戸親王、事代主神

### 西神殿
- 祭神 - 伊豫親王、橘逸勢、文屋宮田麿

### 東神殿
- 祭神 - 早良親王、藤原広嗣、藤原大夫人

## 境内
- 本殿
- 西神殿
- 東神殿
- 拝殿

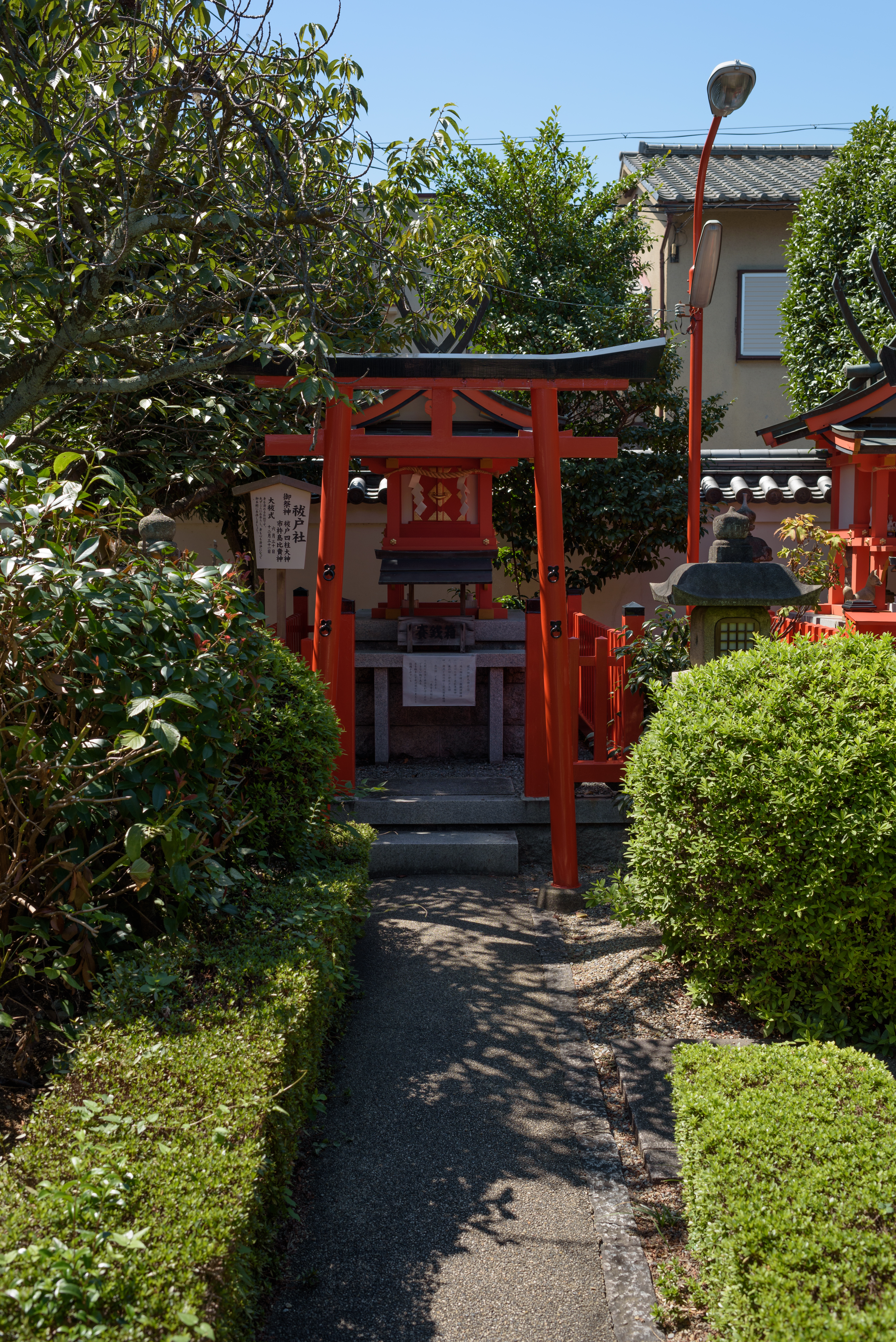
祓戸社

- 祓戸社 - 祭神：瀬織津比咩神、速開都比咩神、気吹戸主神、速佐須良比咩神、市杵島比売神

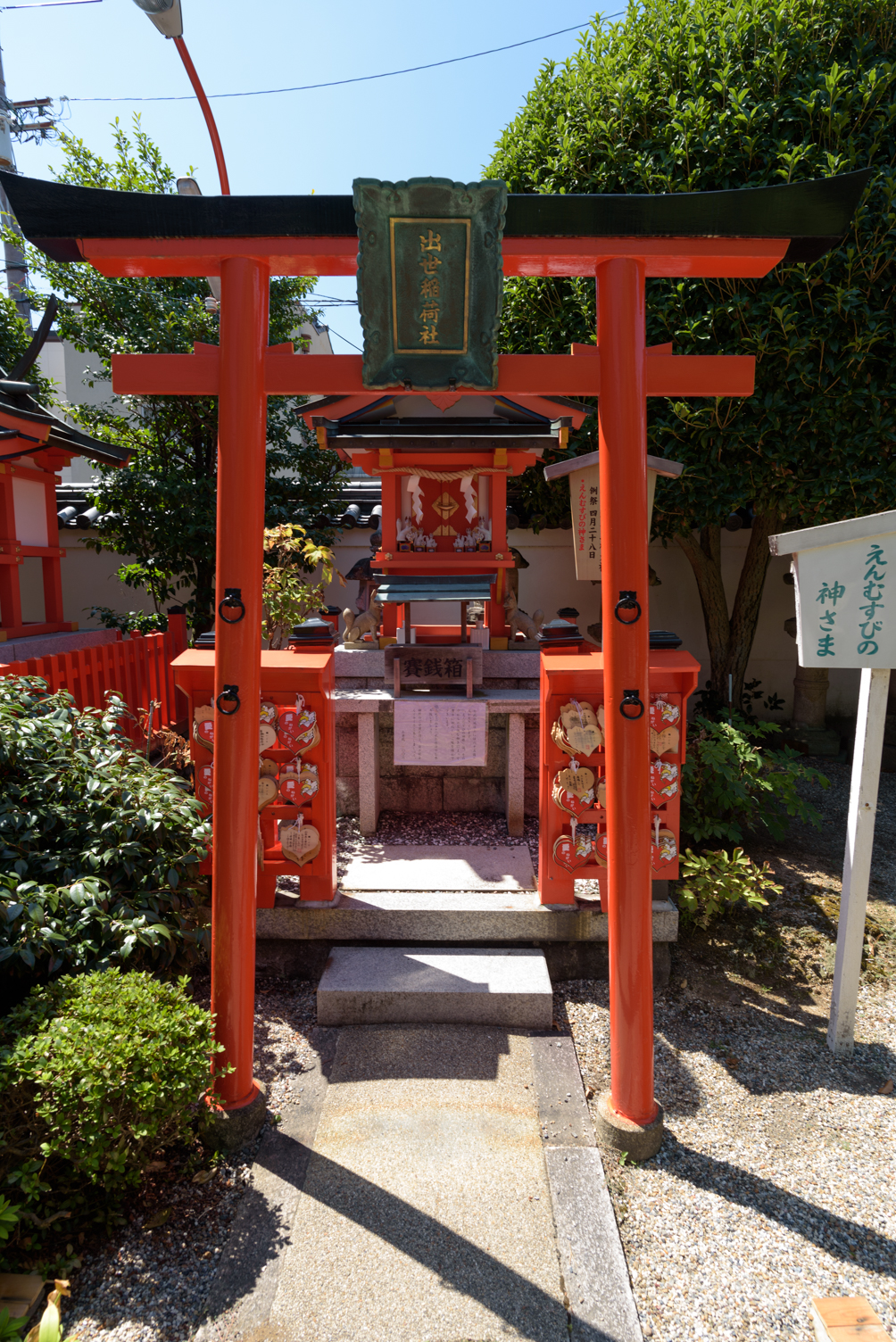
出世稲荷社

- 出世稲荷社 - 祭神：倉稲魂大神、猿田彦命、大己貴命、天鈿女命、保食命。1952年（昭和27年）に豊臣秀吉ゆかりの京都の出世稲荷神社より勧請したもの。
- 若宮社 - 祭神：菅原道真公。北室町にあったものを、1877年（明治10年）に移設。
- 水蛭子社 - 祭神：蛭子命
- 社務所
- 表門

## 境外兼務社
- 鎮宅霊符神社 - 陰陽町に所在。

## 宝物
- 三十六歌仙貼付の六曲屏風一双